# Hanna Skydan
Hanna Oleksandrieva Skydan (in ucraino Ганна Олександрівна Скидан?, in azero: Anna Skidan; Krasnyj Luč, 14 maggio 1992) è una martellista ucraina naturalizzata azera.

## Palmarès
| Anno                                | Manifestazione    | Sede           | Evento              | Risultato      | Misura  | Note                                     |
| ----------------------------------- | ----------------- | -------------- | ------------------- | -------------- | ------- | ---------------------------------------- |
| In rappresentanza dell' Ucraina     |                   |                |                     |                |         |                                          |
| 2009                                | Mondiali allievi  | Bressanone     | Lancio del martello | 12ª            | 48,30 m |                                          |
| 2010                                | Mondiali juniores | Moncton        | Lancio del martello | 27ª            | 48,78 m |                                          |
| 2011                                | Europei juniores  | Tallinn        | Lancio del martello | Finale         | nm      |                                          |
| 2012                                | Giochi olimpici   | Londra         | Lancio del martello | 19ª            | 68,58 m |                                          |
| In rappresentanza dell' Azerbaigian |                   |                |                     |                |         |                                          |
| 2015                                | Universiadi       | Gwangju        | Lancio del martello | Oro            | 70,67 m |                                          |
| 2015                                | Mondiali          | Pechino        | Lancio del martello | 23ª (q)        | 66,91 m |                                          |
| 2016                                | Europei           | Amsterdam      | Lancio del martello | Bronzo         | 73,83 m |                                          |
| 2016                                | Giochi olimpici   | Rio de Janeiro | Lancio del martello | 13ª (q)        | 70,09 m |                                          |
| 2017                                | Mondiali          | Londra         | Lancio del martello | 5ª             | 73,38 m |                                          |
| 2017                                | Universiadi       | Taipei         | Lancio del martello | Qualificazione | nm      |                                          |
| 2018                                | Europei           | Berlino        | Lancio del martello | 5ª             | 72,10 m |                                          |
| 2019                                | Mondiali          | Doha           | Lancio del martello | 7ª             | 72,83 m |                                          |
| 2021                                | Giochi olimpici   | Tokyo          | Lancio del martello | 16ª (q)        | 69,57 m |                                          |
| 2022                                | Mondiali          | Eugene         | Lancio del martello | 11ª            | 69,01 m |                                          |
| 2022                                | Europei           | Monaco         | Lancio del martello | 4ª             | 70,88 m |                                          |
| 2023                                | Mondiali          | Budapest       | Lancio del martello | 4ª             | 74,18 m |                                          |
| 2024                                | Europei           | Roma           | Lancio del martello | 10ª            | 68,10 m |                                          |
| 2024                                | Giochi olimpici   | Parigi         | Lancio del martello | 7ª             | 73,66 m | Miglior prestazione personale stagionale |